# Христофор Иванов
Христофор Иванов Алексиев е политик от БКП, герой на социалистическия труд.

## Биография
Роден е на 28 август 1929 г. в разградското село Сейдол. В гимназията става член на РМС, а от 1955 г. е член на БКП.
След завършването на гимназията е завеждащ отдел в Околийския комитет на ДСНМ в Разград, а по-късно е на същата позиция в Областния комитет в Русе, както и секретар на Околийския комитет на ДКМС в Тутракан. През 1956 г. завежда отдел „Пропаганда и агитация“ в Околийския комитет на БКП в Тутракан, както и отдел „Организационен“ в Окръжния комитет на БКП в Силистра. От 1966 до 1970 г. е секретар на Окръжния комитет на БКП в Силистра. През 1970 г. става инспектор, а впоследствие е заместник-завеждащ отдел „Организационен“ при ЦК на БКП.
По-късно е първи секретар на Общия комитет на БКП в Москва. От 1974 до 1980 г. е първи секретар на Окръжния комитет на БКП в Разград, а от 1980 г. е първи секретар на Окръжния комитет на БКП във Видин. От 2 април 1976 до 4 април 1981 г. е кандидат-член на ЦК на БКП, а от 4 април 1981 до 5 април 1986 г. е член на ЦК на БКП.